# 柳家小志ん
柳家 小志ん（やなぎや こしん）は、落語家、曲独楽師の名跡。当代は五代目。
なお、この名跡は当代より前には4人名乗っているとされるが、落語家ではなく曲独楽師の名跡として名乗られていた記録が残る。
- 初代柳家小志ん - 後∶六代目柳家小三治
- 二代目柳家小しん - 後∶式亭三馬
- 三代目柳家小しん - 後∶三代目柳家小団治
- 四代目柳家小志ん - 本項にて記述
- 五代目柳家小志ん - 当代

## 四代目
四代目 柳家 小志ん（やなぎや こしん、1919年12月8日 - 1998年4月2日）は、曲独楽師。本名・鈴木 俊一。

### 経歴
1919年12月8日、東京下谷の生まれ、大正の末・昭和初年ごろ、7歳から曲独楽の修行をし昭和50年代から息子の柳家とし松と組んで落語協会の寄席に出演。父親は太神楽の柳家とし松、息子も同じく柳家とし松で、三代続く曲芸一家であった。「柳家小志ん」という名前は初代柳家三語楼に貰ったという。